# Gabriel Cramer

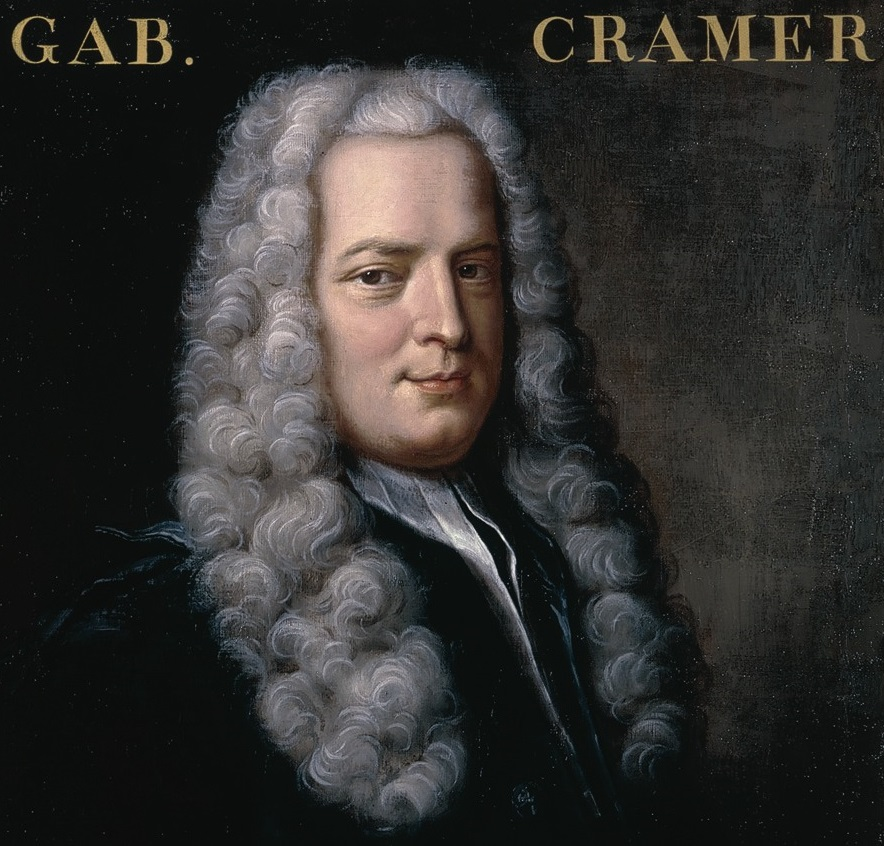
Gabriel Cramer.

Gabriel Cramer, franska: [kʁamœʁ], född den 31 juli 1704, död den 4 januari 1752, var en schweizisk matematiker.
Cramer, som var elev till Johann Bernoulli, var vid sin död professor i filosofi i Genève, där han förut varit professor i matematik. Hans Introduction à l'analyse des lignes courbes algébriques, publicerad 1750, om algebraiska kurvor var epokgörande. I ett bihang till detta arbete framlade Cramer grunderna för determinantteorin. Han bearbetade även bröderna Johann och Jakob Bernoullis verk och brev (1742 och 1744).